# Louis II av Bourbon, prins de Condé
Louis II av Bourbon, prins av Condé, känd som "den store Condé", född 8 september 1621 i Paris, död 11 november 1686 i Fontainebleau, var en fransk fältherre, son till Henri II av Bourbon och Charlotte de Montmorency.

## Biografi
Vid åtta års ålder sändes Condé till jesuiterna för att uppfostras. Som 15-åring återvände han till hovet. Han bistod sin far i styrelsen av Bourgogne och deltog som frivillig i fälttåget 1640-42. År 1643 fick Condé, då ännu hertig av Enghien, befälet över de franska arméerna och slog med dessa i grunden spanjorerna i slaget vid Rocroi, något som snabbt gjorde honom berömd. Under de följande åren kommenderade Condé de franska trupperna dels vid belgiska gränsen, dels i Tyskland. I Franz von Mercy fann han där en värdig motståndare. I slaget vid Freiburg 1644 tvingade han visserligen sin starkare motståndare till återtåg, men fransmännens förluster var större än motståndarens, och att Condé vann slaget vid Allerheim 1645 berodde till stor del på von Mercys död. 
År 1646 kommenderade han med framgång i Flandern, men misslyckades 1647 med att inta Lérida. Han vann 1648 en glänsande seger i slaget vid Lens, vilket gav Mazarin modet att inskrida mot parlamentet. I de nu inledda frondeoroligheterna spelade Condé en olycklig roll, genom sin härsklystnad men brist på politisk insikt. Han stod i början på hovets sida, fastän hans broder, prinsen av Conti, och hans syster, hertiginnan av Longueville, tillhörde motpartiet. Sedan hovet i januari 1649 lämnat Paris, inneslöt Condé staden och lät vid Charenton nedsabla 3000 man av frondens trupper. 
Emellertid medlades fred, och hovet återvände till Paris, i augusti 1649. Condé lyckades genom sina insatser belönas med rikets främsta plats näst efter kungen, men hans högfärd, trots och ständigt växande anspråk drev hovet till det yttersta. I januari 1650 arresterades såväl Condé som hans broder Conti och hans svåger hertigen av Longueville, men redan i februari 1651 frigavs de på parlamentets begäran. Inbördeskriget blossade nu upp på nytt, och i slaget vid Porte S:t Antoine blev Condé 1652 besegrad av Turenne, men räddades av att Paris öppnade sina portar för honom. Han tvingades dock snart att på nytt fly ur staden. 
Han valde nu att 1654 sluta förbund med spanjorerna och blev deras överbefälhavare och dömdes till döden av parlamentet. Under ett antal år kämpade han med växlande framgång mot de franska trupperna. Hans benådning var ett av villkoren i fredsförhandlingarna mellan de båda länderna, något som var nära att få Frankrike att avsluta dessa, men 1659 beviljades dock detta och Condé kunde återvända till sitt hemland. Han misstroddes till en början av Ludvig XIV, som inte tordes använda honom, men väl stödde hans planer på att för sig eller sin son 1668 vinna den polska kronan. Dessa liksom förnyade försök 1674 misslyckades dock. 
År 1668 beslöt Ludvig XIV att ge Condé befälet över de trupper som skulle erövra Franche-Comté. Detta uppdrag utförde Condé med glans och efter detta återvann han kungens gunst. Åren 1672-75 förde han tillsammans med Turenne befälet över Frankrikes armé, deltog i invasionen av Nederländerna 1672, stoppade i slaget vid Sennef 1674 Vilhelm III:s framträngande och försvarade efter Turennes död framgångsrikt Elsass. Gikt tvingade honom kort därefter att nedlägga sitt befäl, och resten av sitt liv tillbringade han på sitt slott Chantilly, där han förde ett glänsande hovliv.

## Familj
Gift med Claire Clémence de Maillé, Mademoiselle de Brézé, systerdotter till kardinal Richelieu

Barn:
1. Henri Jules de Bourbon, prins av Condé (1643–1709) med Anne av Pfalz.
2. Louis de Bourbon,  hertog av Bourbon  (1652–1653)
3. Mademoiselle de Bourbon (1657-1660)